# 2038 Bistro
2038 Bistro је астероид главног астероидног појаса. Приближан пречник астероида је 12,58 ,
а средња удаљеност астероида од Сунца износи 2,435 астрономских јединица (АЈ).
Инклинација (нагиб) орбите у односу на раван еклиптике је 14,792 степени, а орбитални период износи 1387,893 дана (3,799 године). Ексцентрицитет орбите астероида износи 0,089.
Апсолутна магнитуда астероида износи 12,30 а геометријски албедо 0,134.
Астероид је откривен . 1973. године.